# Ziziphus
Ziziphus is een geslacht uit de wegedoornfamilie (Rhamnaceae). Het telt ongeveer veertig soorten. De soorten zijn doornige struiken en kleine bomen die voorkomen in warm-gematigde en (sub)tropische gebieden in de gehele wereld.

## Soorten
- Ziziphus abyssinica Hochst. ex A.Rich.
- Ziziphus acuminata Benth.
- Ziziphus affinis Hemsl.
- Ziziphus andamanica Bhandari & Bhansali
- Ziziphus angustifolia (Miq.) Hatus. ex Steenis
- Ziziphus apetala Hook.f.
- Ziziphus attopensis Pierre
- Ziziphus borneensis Merr.
- Ziziphus brunoniana C.B.Clarke ex Brandis
- Ziziphus budhensis Bhattarai & M.L.Pathak
- Ziziphus calophylla Wall.
- Ziziphus cambodianus Pierre
- Ziziphus colombiana Suess. & Overkott
- Ziziphus cotinifolia Reissek
- Ziziphus crebrivenosa C.B.Rob.
- Ziziphus cumingiana Merr.
- Ziziphus cupularis Suess. & Overkott
- Ziziphus djsmuensis Lauterb.
- Ziziphus elegans Wall.
- Ziziphus elmeri Merr.
- Ziziphus endlichii Loes.
- Ziziphus forbesii Baker f.
- Ziziphus fungii Merr.
- Ziziphus funiculosa Buch.-Ham. ex M.A.Lawson
- Ziziphus glabrata B.Heyne ex Roth
- Ziziphus globularis Wall.
- Ziziphus guaranitica Malme
- Ziziphus hajarensis Duling, Ghaz. & Prend.
- Ziziphus hamur Engl.
- Ziziphus havilandii Ridl.
- Ziziphus hoaensis Pierre
- Ziziphus horrida Roth
- Ziziphus horsfieldii Miq.
- Ziziphus hutchinsonii Merr.
- Ziziphus incurva Roxb.
- Ziziphus javanensis Blume
- Ziziphus jujuba Mill.
- Ziziphus kunstleri King
- Ziziphus laui Merr.
- Ziziphus lenticellatus Merr.
- Ziziphus leucodermis (Baker) O.Schwartz
- Ziziphus linnaei M.A.Lawson
- Ziziphus lotus (L.) Lam.
- Ziziphus macrophylla Ridl.
- Ziziphus mairei Dode
- Ziziphus mauritiana Lam.
- Ziziphus melastomoides Pittier
- Ziziphus montana W.W.Sm.
- Ziziphus mucronata Willd.
- Ziziphus nummularia (Burm.f.) Wight & Arn.
- Ziziphus oenopolia (L.) Mill.
- Ziziphus oligantha Merr. & L.M.Perry
- Ziziphus ornata Miq.
- Ziziphus otanesii Merr.
- Ziziphus oxyphylla Edgew.
- Ziziphus palawanensis Elmer
- Ziziphus papuana Lauterb.
- Ziziphus pernettyoides Ridl.
- Ziziphus poilanei Tardieu
- Ziziphus pubescens Oliv.
- Ziziphus pubinervis Rehder
- Ziziphus quadrilocularis F.Muell.
- Ziziphus rivularis Codd
- Ziziphus robertsoniana Beentje
- Ziziphus rubiginosa D.G.Long & Rae
- Ziziphus rugosa Lam.
- Ziziphus seleri Loes.
- Ziziphus sonorensis S.Watson
- Ziziphus spina-christi (L.) Desf.
- Ziziphus subquinquenervia Miq.
- Ziziphus suluensis Merr.
- Ziziphus talanae (Blanco) Merr.
- Ziziphus timoriensis DC.
- Ziziphus trinervis (Cav.) Poir.
- Ziziphus truncata Blatt. & Hallb.
- Ziziphus williamii Bhandari & Bhansali
- Ziziphus xiangchengensis Y.L.Chen & P.K.Chou
- Ziziphus xylopyrus (Retz.) Willd.
- Ziziphus zeyheriana Sond.

... · 
Alphitonia · 
Ceanothus · 
Discaria · 
Gouania · 
Nesiota · 
Phylica · 
Pomaderris · 
Rhamnus (Vuilboom) · 
Sageretia · 
Ziziphus · 
...